# Il Messaggero
Il Messaggero é um diário de circulação nacional da Itália com sede na cidade de Roma fundado em 1878. Em termo de tiragem, é o sexto diário italiano e o diário mais vendido na Capital da Itália.